# Холл, Дэрил
Дэ́рил Фра́нклин Холь (англ. Daryl Franklin Hohl, более известный по сценическому псевдониму Дэ́рил Холл (англ. Daryl Hall); род. 11 октября 1946 года, Потстаун, Пенсильвания, США) — американский рок-, R&B- и соул-певец, клавишник, гитарист, автор песен и продюсер, один из основателей и ведущий вокалист дуэта Hall & Oates (вместе с гитаристом и автором песен Джоном Оутсом).
В 1970-х и начале 1980-х гг. Дэрил Холл исполнял многочисленные хиты, вошедшие в чарты Billboard. Он считается одним из лучших соул-исполнителей своего поколения. С конца 2007 года он ведёт веб-сериал Live from Daryl's House, который и сейчас транслируется на AXS TV. Музыкант был введён в Зал славы авторов песен в 2004 году и Зал славы рок-н-ролла в апреле 2014 года.

## Биография и творчество

### Ранние годы
Дэрил Холл родился в городе Потстаун, штат Пенсильвания, в 40 милях (64 км) от Филадельфии, в семье немецкого происхождения. Его отец был профессиональным певцом, а мать — педагогом по вокалу. Первые музыкальные записи Дэрил начал делать, когда ещё учился в средней школе, которую окончил в 1964 году. В колледже при Темпльском университете в Филадельфии он специализировался в музыке, продолжал записываться, работая с Кеннетом Гэмблом и Леоном Хаффом как сессионный музыкант.
Осенью 1965 года, во время своего первого семестра, он и четверо других студентов образовали вокальную группу Temptones. Temptones записали несколько синглов для Arctic Records, выпущенных Джимми Бишопом. Во время выступления в филадельфийском театре Uptown Theater, Холл организовал творческие связи с такими ведущими соул-исполнителями 1960-х, как Смоки Робинсон, The Temptations и многие другие.
В 1967 году Холл познакомился с Джоном Оутсом, который также был студентом Университета Темпл. Они вместе выступали, пока Оутса в 19 лет не перевели в другое учебное заведение. Несмотря на разрыв с Оутсом, Холл не отказался от музыкальной карьеры: в 1968 году он оставил колледж и некоторое время работал с Тимом Муром в рок-группе Gulliver, успев выпустить альбом под лейблом Elektra Records. С декабря 1970-го Дэрил Холл вновь сотрудничал с Оутсом, они выступали вживую и вместе создали дуэт Hall & Oates. Первый контракт на запись дуэт подписал в начале 1972 года.

### Hall & Oates
Hall & Oates признан одним из самых успешных дуэтов в истории американского шоу-бизнеса.
С середины 1970-х до середины 1980-х годов они выпустили шесть синглов номер 1 в США, в том числе "Rich Girl" (также номер 1 среди R&B), "Kiss on My List", "Private Eyes", "I Can't Go for That (No Can Do)" (также номер 1 среди R&B), "Maneater" и "Out of Touch" из их шести мультиплатиновых альбомов — Bigger Than Both of Us, Voices, Private Eyes, H2O, Rock 'n Soul Part 1 и Big Bam Boom. Также они выпустили дополнительные шесть синглов, вошедшие в Top-10 в США: "Sara Smile", "One on One", "Family Man", "You Make My Dreams", "Say It Isn't So" и "Method of Modern Love".
В 1972 году дуэт Hall & Oates открыл для себя Дэвид Боуи, который впервые гастролировал по Соединённым Штатам в качестве своего сценического персонажа Зигги Стардаста. О своих отношениях с британской звездой Холл вспомнинает: «Однажды я столкнулся с ним на Ямайке… мы пошли в клуб Playboy и напились, наблюдая за плохой регги-группой!» Позже, в 1985-м, дуэт выступил на филадельфийском этапе благотворительного концерта Live Aid. Исполнив свою программу, они вернулись на сцену, чтобы поддержать Мика Джаггера и Тину Тёрнер.
В октябре 2006 года Holl & Oates выпустили рождественский альбом под названием Home for Christmas.
В 2014-м дуэт был введён в Зал славы рок-н-ролла.

### Сольные проекты
В дополнение к сотрудничеству с Оутсом Холл известен и в качестве сольного исполнителя. В конце 1970-х он также работал с Робертом Фриппом над его альбомом Exposure 1979 года. В 1977-м Фрипп спродюсировал и представил дебютный сольник Холла, известный под названием Sacred Songs; этот альбом был выпущен в 1980 году.
В 1984 году Холл совместно с Артуром Бейкером написал и выпустил сингл "Swept Away" для Дайаны Росс, который достиг 19-й позиции в американских чартах.
В 1985 году Дэрил исполнил две песни на первом концерте Farm Aid в Шампейне, штат Иллинойс. Холл участвовал в сессии We Are the World, а также закрывал шоу Live Aid в Филадельфии. В том же году он сделал альбом с Дейвом Стюартом Three Hearts in the Happy Ending Machine, благодаря чему вышел его сольный сингл номер 5 "Dreamtime". Он также записал такие сольные работы, как Soul Alone в 1993 году и Can't Stop Dreaming в 1996-м, обе из которых были хорошо приняты в мире. В 1994 году он сочинил Gloryland, который стал официальным альбомом Чемпионата мира по футболу 1994 года.
В 2007 году Холл сыграл главную роль (MC с фестиваля "world music") в сериале HBO «Полёт Конкордов» (Flight of the Concords).
12 марта 2008 года он с успехом выступил со своей группой на фестивале South by Southwest в Остине, штат Техас.
В 2009 году Холл в качестве приглашённого актёра снялся в роли самого себя в сериале канала Independent Film Channel "Z-Rock".
В 2010 году Дэрил вернулся в студию для работы над сольной записью с басистом и музыкальным режиссёром Томом Уолком, по прозвищу T-Bone. Уолк умер от сердечного приступа 28 февраля 2010 года, спустя несколько часов после завершения сеанса с Холлом. Холл выступил с заявлением о смерти своего басиста, с которым проработал почти 30 лет.
11 июня 2010 года Холл разделил сцену с электронным дуэтом из Канады Chromeo на специальном вечере в рамках фестиваля музыки и искусства Боннару. Их репертуар состоял из смеси треков Hall & Oates и Chromeo.
27 сентября 2011 года он издал альбом Laughing Down Crying на Verve Records.
12 августа 2011 года британский электронный дуэт Nero выпустил свой дебютный альбом Welcome Reality, в котором вокалистом был приглашён Холл для трека "Reaching Out", который также содержит хит 1980-х "Out of Touch" дуэта Hall & Oates. "Reaching Out" был выпущен как шестой сингл 6 декабря 2011 года.

### Восстановление домов
Помимо прочего, Холл занимается восстановлением и сохранением исторических домов в Соединённых Штатах и Англии. В 2008 году он приобрел дом XVIII века Брей-хаус (Bray House) в Киттери-Пойнт, штат Мэн и в настоящее время восстанавливает его.  Он также восстановил дом в георгианском стиле в Лондоне, Англия, построенный в 1740 году и имеющий прямой выход к набережной реки Темзы. Кроме того, он купил два дома, расположенные близ Хартфорда, штат Коннектикут, (один построен в 1771 году, другой — в 1780-м) и переподчинил их нью-йоркскому округу Датчесс, после чего они были объединены и восстановлены. Дэрил Холл также имеет дом в Чарлстоне, штат Южная Каролина.
В 2014 году Холл был ведущим телевизионного шоу "Daryl's Restoration Over-Hall" на канале DIY Network, где он и его команда работали над восстановлением одного из его домов в Коннектикуте.

### Live from Daryl's House
С 2007 года Холл ведёт веб-трансляцию в прямом эфире "Live from Daryl's House", где в режиме онлайн передаёт живое исполнение музыки. Сначала он это делал из своего дома в Миллертоне, штат Нью-Йорк, а затем из своего клуба «Дэрил'с-Хаус» в Полинге, штат Нью-Йорк. Веб-трансляция представляет выступления Си Ло Грина, The O'Jays, Смоки Робинсона, KT Tunstall, Джо Уолша, Роба Томаса, Тодда Рандгрена, Дариуса Ракера, Эрика Хатчинсона , Cheap Trick, Аарона Невилла, Gym Class Heroes, Трэви Маккоя, Рэя Манзарека, Робби Кригера из The Doors и многих других исполнителей, а также особенный праздник с участием Шелби Линн и песен Hall & Oates из альбома Home for Christmas.
В канун 2010 года Холл провёл на телеканале WGN America новогодний репортаж, посвящённый акции Live from Daryl's House, в котором были показаны специальные клипы, взятые из предыдущих эпизодов. Чикагский радиоведущий Стив Даль высоко оценил этот выпуск, назвав лучшей новогодней передачей на телевидении 2010–2011 годов, хотя и покритиковал за отсутствие в прямом эфире обратного отсчёта до полуночи.
В июле 2018 года BMG установила партнёрские отношения с исполнительными продюсерами Дэрилом Холлом и Джонатаном Вольфсоном, чтобы обеспечить права на Live from Daryl's House по всему миру. Соглашение включает в себя всемирные права на полный цикл из 82 эпизодов, снятых с 2007 по 2016 год.

## Личная жизнь
С 1969 по 1972 год Дэрил Холл был женат на Брине Люблин. Чтобы жениться на ней, ему пришлось обратиться в её религию — иудаизм. С тех пор он не принимал активного участия в религии, но как-то сказал, что чувствует больше связи с иудаизмом, чем с методизмом, к которому принадлежал первоначально. Холл признаёт, что имел некоторый интерес и к идеям английского оккультиста, церемониального мага, художника и писателя Алистера Кроули, но не считает Телему своей верой.
У Холла были почти 30-летние отношения с автором песен Сарой Аллен, вдохновительницей песни "Sara Smile", которая часто сотрудничала с Hall & Oates. Связь закончилась в 2001 году по неизвестным причинам. Они никогда не были женаты. После расставания Дэрил и Сара остались друзьями. В 2016 году Сара Аллен на короткое время появляется в майском эпизоде Live from Daryl's House.
Согласно интервью с Дэриллом Холлом в документальном сериале VH1 "Behind the Music", смерть Джанны Аллен, близкой музыкальной сотрудницы и сестры Сары Аллен, сильно его растрогала.
У Холла есть один биологический ребёнок по имени Даррен Холл, которого родила от него Андреа Заблоски из Дулута, штат Миннесота.
С 2009 по 2015 год Холл был женат на Аманде Аспиналл, дочери британского магната, хозяина игорного клуба Джона Аспиналла. У Аманды было двое детей, Марч и Орсон, от предыдущих отношений; ее дочь Марч исполняла бэк-вокал в песнях "Save Me", "Message to Ya" и "Eyes for You" в альбоме Дэрила Холла 2011 года Laughing Down Crying. Аманда умерла в январе 2019 года.
Дэрил проживает в Миллертоне и Полинге, штат Нью-Йорк.

## Дискография

### The Temptones
Синглы
| Год выпуска | Название сингла                          | Альбом | Лейбл          |
| ----------- | ---------------------------------------- | ------ | -------------- |
| 1966        | Girl I Love You / Goodbye                | —      | Arctic Records |
| 1967        | Say These Words of Love / Something Good | —      | Arctic Records |

### The Electric Indians
Альбомы
| Год выпуска | Название альбома | Лейбл |
| ----------- | ---------------- | ----- |
| 1969        | Keem-O-Sabe      |       |

### Gulliver
Альбомы
| Год выпуска | Название альбома | Лейбл           |
| ----------- | ---------------- | --------------- |
| 1970        | Gulliver         | Elektra Records |

### Сольная дискография
Альбомы
| Год выпуска | Название альбома                         | Лейбл                  | Примечания |
| ----------- | ---------------------------------------- | ---------------------- | --- |
| 1980        | Sacred Songs                             | RCA Records            | с участием Роберта Фриппа, Фила Коллинза, Тони Левина, Брайана Ино, Сида Макгинниса, Джерри Маротты и др.; студийная запись |
| 1986        | Three Hearts in the Happy Ending Machine | RCA Records            | студийная запись |
| 1986        | The Classic Ballads                      | RCA Records            | сборник; студийная запись                                                                                                   |
| 1993        | Soul Alone                               | Epic Records           | студийная запись |
| 1996        | Can't Stop Dreaming                      | BMG Entertainment      | студийная запись |
| 2004        | Live in Philadelphia                     | AAC                    | концертная запись |
| 2011        | Laughing Down Crying                     | Verve Forecast Records | студийная запись |